# Australasian Championships 1906
Australasian Championships 1906 (bây giờ được biết với Giải quần vợt Úc Mở rộng) là một giải quần vợt được chơi trên mặt sân cỏ tại Hagley Park ở Christchurch, New Zealand giải đấu là một phần của giải Grand Slam. Giải được tổ chức từ ngày 26 đến 31 tháng 12.

## Nhà vô địch

### Đơn
Anthony Wilding đánh bại  Francis Fisher, 6–0, 6–4, 6–4.

### Đôi
Rodney Heath /  Anthony Wilding đánh bại  Cecil C. Cox /  Harry Parker, 6–2, 6–4, 6–2.